# NGC 30
Az NGC 30 egy kettőscsillag a Pegasus (Pegazus) csillagképben.

## Felfedezése
Az NGC 30-at Albert Marth fedezte fel 1864. október 30-án.